# Ильинский район (Уральская область)
Ильи́нский райо́н Ишимского округа Уральской области РСФСР.
Образован на основании постановлений ВЦИК от 3 и 12 ноября 1923 года в Ишимском округе Уральской области из Афонькинской, Дубынской, Ильинской, Казанской и Копотиловской волостей Ишимского уезда Тюменской губернии.
В район вошло 18 сельсоветов: Афонькинский, Баландинский, Благодатновский, Большеярковский, Боровлянский, Вакаринский, Грачёвский, Дубынский, Ельцовский, Ильинский, Казанский, Копотиловский, Новоалександровский, Новогеоргиевский, Пешневский, Синицинский, Сладчанский, Яровский.
Постановлением ВЦИК от 10 июня 1931 года район упразднён, его территория вошла в состав Казанского района.